# Lionel Dunsterville
Lionel Dunsterville Dunsterville (Losanna, 9 novembre 1865 – Torquay, 18 marzo 1946) è stato un militare britannico che guidò la Dunsterforce attraverso gli attuali Iraq e Iran verso il Caucaso e Baku, durante la prima guerra mondiale.

## Primi anni di vita
Lionel Charles Dunsterville nacque a Losanna, in Svizzera, il 9 novembre 1865. Andò a scuola con Rudyard Kipling e George Charles Beresford all'United Services College, una scuola pubblica in seguito assorbita dall'Haileybury e dall'Imperial Service College, che preparava i giovani britannici alle carriere nell'esercito di Sua Maestà. Servì come ispirazione per il personaggio "Stalky" nella raccolta di storie scolastiche Stalky & Co di Kipling. Era anche lo zio di HD Harvey-Kelly, il primo pilota del Royal Flying Corps ad atterrare in Francia durante la prima guerra mondiale.

## Carriera militare
Dunsterville fu arruolato nell'esercito britannico come tenente nel reggimento del Sussex il 23 agosto 1884. In seguito si trasferì nell'esercito indiano, fu promosso a capitano il 23 agosto 1895 e prestò servizio sulla frontiera nord-occidentale e nel Waziristan. Come ufficiale di stato maggiore delle ferrovie prestò servizio in Cina durante la Ribellione dei Boxer 1900–1902, per la quale fu menzionato nei dispacci (dal maggiore generale O'Moore Creagh, comandante delle forze britanniche in Cina dopo la fine delle principali ostilità), e fu promosso a Maggiore il 23 agosto 1902.
Nella prima guerra mondiale Dunsterville ricoprì un incarico in India. Alla fine del 1917 l'esercito nominò il maggiore generale Dunsterville per guidare una forza alleata (Dunsterforce) di meno di 1 000 truppe australiane, britanniche, canadesi e neozelandesi, provenienti dai fronti mesopotamici e occidentali, accompagnate da autoblindo, da Hamadan nei monti Zagros della Persia per circa 350 km attraverso la Persia dei Qajar. La sua missione partì da Baghdad nel gennaio 1918, con l'obiettivo di raccogliere informazioni, addestrare e comandare le forze locali e prevenire la diffusione della propaganda tedesca. Sulla strada per Enzeli, sulla costa persiana del Caspio, combatté anche Mirza Kuchik Khan e le sue forze Jangali a Manjil.
Dunsterville fu incaricato di rafforzare la difesa del giacimento petrolifero chiave e del porto di Baku (nell'attuale Azerbaigian), tenuti dal 26 luglio 1918 dalla Dittatura antisovietica Centrocaspiana. Il personale della Dunsterforce arrivò a Baku il 16 agosto 1918. Tuttavia, gli inglesi e i loro alleati dovettero abbandonare Baku il 14 settembre 1918 di fronte all'assalto di 14 000 truppe turo-azere, che presero la città il giorno successivo. Gli alleati ripresero il controllo di Baku entro due mesi a seguito dell'armistizio ottomano del 30 ottobre 1918.
Promosso a maggiore generale nel 1918, Dunsterville morì nel 1946 a Torquay, nel Devon, in Inghilterra.